# 이치노미야
이치노미야(一宮)는 한 지역에서 가장 사격이 높다고 여겨지는 신사이다.

## 같이 보기
- 고쿠분지
- 산노미야